# 김포한강4로
김포한강4로(Gimpohangang 4-ro)는 경기도 김포시 장기동 금빛수로교사거리 에서 김포시 구래동 한가람사거리 를 잇는 도로이다.

## 주요 경유지
경기도
- 김포시 (장기본동 . 양촌읍 . 구래동)

## 노선
| 이름                       | 접속 노선                      | 소재지 | 소재지 | 비고 |
| -------------------------- | ------------------------------ | ------ | ------ | ---- |
| 금빛수로교사거리           | 태장로 태장로795번길           | 김포시 | 장기동 |      |
| 금비수로1교                |                                | 김포시 | 장기동 |      |
| 가현사거리                 | 김포한강2로                    | 김포시 | 장기동 |      |
| 고창중학교입구 사거리      | 초당로                         | 김포시 | 장기동 |      |
| 장기역사거리               | 김포한강1로                    | 김포시 | 장기동 |      |
| 장기중삼거리               | 청송로                         | 김포시 | 장기동 |      |
| 운유초교입구사거리         | 김포한강2로                    | 김포시 | 장기동 |      |
| 운곡사거리                 | 김포한강6로                    | 김포시 | 장기동 |      |
| 운곡마을입구 삼거리        | 모산로                         | 김포시 | 양촌읍 |      |
| 모산마을사거리             | 김포한강4로278번길             | 김포시 | 양촌읍 |      |
| 석모리사거리               | 석모로                         | 김포시 | 양촌읍 |      |
| 지난마을삼거리             | 석모로45번길                   | 김포시 | 양촌읍 |      |
| 호수공원입구사거리         | 김포한강4로420번길             | 김포시 | 양촌읍 |      |
| 가마지천4교                |                                | 김포시 | 양촌읍 |      |
| 호수마을사거리             | 술터로                         | 김포시 | 구래동 |      |
| 한가람사거리               | 지방도 제355호선 (김포한강7로) | 김포시 | 구래동 |      |
| 구래동 행정복지센터 사거리 | 김포한강9로                    | 김포시 | 구래동 |      |
| 한가람삼거리               | 김포한강10로                   | 김포시 | 구래동 |      |

## 주요 건물 및 시설
- 올리브영 김포라베니체점 (김포한강4로 8/장기동 2029-9)
- GS25 한강라베니체점 (김포한강4로 8/장기동 2029-9)
- 스타벅스 김포장기커넬점 (김포한강4로 41/장기동 2031)
- 롯데마트 김포한강점 (김포한강4로 41/장기동 2031)
- KB국민은행 장기동지점 (김포한강4로 113/장기동 1610)
- IBK기업은행 김포장기지점 (김포한강4로 113/장기동 1610)
- 스타벅스 김포장기점 (김포한강4로 117/장기동 1608)
- 써브웨이 김포장기동점 (김포한강4로 118/장기동 1851)
- 세븐일레븐 김포장기한강로점 (김포한강4로 123/장기동 1605)
- 노브랜드버거 김포장기점 (김포한강4로 123/장기동 1605)
- 김포 고용복지플러스센터 (김포한강4로 125/장기동 1604)
- 하나은행 김포신도시지점 (김포한강4로 125/장기동 1604)
- 파리바게뜨 장기신도시점 (김포한강4로 131/장기동 1602)
- LG유플러스 장기동 장기농협점 (김포한강4로 131/장기동 1602)
- 파파존스 김포한강점 (김포한강4로 162/장기동 1868-11)
- 세븐일레븐 김포석모점 (김포한강4로 254/석모리 358-4)
- 현대자동차 블루핸즈 석모점 (김포한강4로 260/석모리 354-2)
- 스타벅스 김포석모DT점 (김포한강4로 301/석모리 917)
- S-OIL 에스오일 구도일김포주유소 (김포한강4로 393/마산동 618-6)
- 스타벅스 김포구래점 (김포한강4로 487/구래동 6886-6)
- 올리브영 금포구래역점 (김포한강4로 487/구래동 6886-6)
- 베스킨라빈스 김포구래역점 (김포한강4로 487/구래동 6886-6)